# Бернардо Челентано
Бернардо Челентано (італ. Bernardo Celentano, нар. 23 лютого 1835, Неаполь — пом. 28 липня 1863, Рим) — італійський художник.

## Біографія
Бернардо Челентано народився в Неаполі, де він вперше навчався малювати у художника Луїджі Стабіле. Пізніше навчався в Академії витончених мистецтв у Неаполі під керівництвом художника Джузеппе Манчінеллі.
У 1860 року, він переїхав до Риму, де провів коротку і інтенсивну кар'єру. Разом зі своїми друзями Доменіко Мореллі (1826–1901) і Філіппо Паліцці (1818–1899) очолював рух художників-реалістів. Деякі його картини зберігаються у Національній галереї сучасного мистецтва в Римі.
Челентано помер у віці 28 років, похований в Римі. На честь Бернардо Челентано названа одна з вулиць у Неаполі.